# 巴倫國家公園
53°00′22″N 9°00′00″W / 53.006°N 9.000°W

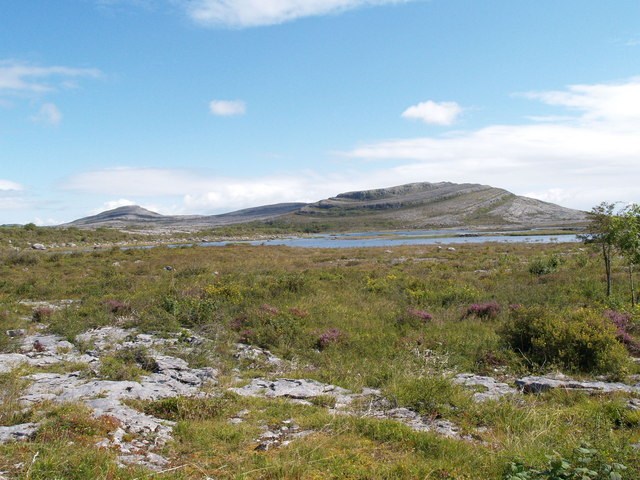

巴倫國家公園是愛爾蘭的國家公園，位於該國西部，處於克萊爾郡，成立於1991年，面積20平方公里，有山脈、沼澤、荒地、草原和森林等地貌。